# Чорнокорі буки
Чорнокорі буки — вікові дерева, ботанічна пам'ятка природи місцевого значення в Україні.

## Розташування
Зростають у селі Денисів Тернопільського району Тернопільської області, в межах садиби геріатрарного реабілітаційного відділу Козівської служби соціального захисту населення і перебувають у його віданні.

## Пам'ятка
Оголошені об'єктом природно-заповідного фонду рішенням виконкому Тернопільської обласної ради № 537 від 23 жовтня 1972.

## Характеристика
Площа — 0,03 га. Під охороною — три буки віком понад 100 років і діаметром 48-65 см, мають наукову, пізнавальну та естетичну цінність.